# 平安影戏院
北京平安影戏院，又称平安电影公司，坐落于东长安街路北，1907年由外商创办，开始专门为东交民巷一带外国人放电影。这是北京第一家电影院。1946年北平沈崇事件中，北大女生沈崇就是在这里看完电影，被美国士兵尾随上的。1949年之后，被改为中国青年艺术剧场，90年代初被拆除，与周围地区成为现东方广场占地。